# CARRIER携带者
《CARRIER携带者》是中国漫画组合NAVAR在《劲漫画》连载的漫画，获得国际漫画奖优秀奖。属科幻悬疑漫画，在2014年3月在「别册少年MAGAZINE」连载，讲述世界文明被摧毁，但阴谋和战争却没停止，因为新型病毒传播世界迎来了新纪元。《周刊少年MAGAZINE》编辑长菅原喜一郎对其评价说：“是顶级水准的作品、完成度很高、画面也极具魅力和世界观设定也经过反复推敲”